# Pisciotta
Pisciotta é uma comuna italiana da região da Campania, província de Salerno, com cerca de 3.031 habitantes. Estende-se por uma área de 30 km², tendo uma densidade populacional de 101 hab/km². Faz fronteira com Ascea, Centola, San Mauro la Bruca.

## Demografia
| Variação demográfica do município entre 1861 e 2011                               |
|                                                                                   |
| Fonte: Istituto Nazionale di Statistica (ISTAT) - Elaboração gráfica da Wikipedia |